# Семёнов, Алексей Иванович
Алексей Иванович Семёнов (21 февраля 1893, Санкт-Петербург — 23 августа 1951, Москва) — советский военный деятель, генерал-лейтенант (1945).

## Биография
Алексей Иванович Семёнов родился 21 февраля 1893 года в Санкт-Петербурге. Окончил Петроградское Императора Петра Великого 4-х классное городское училище (полный курс).

## Военная служба

### Первая мировая и гражданская войны
В сентябре 1913 года был призван в ряды Русской императорской армии и направлен вольноопределяющимся в 13-й стрелковый полк, дислоцировавшийся в Одессе.
В 1914 году закончил учебную команду при полке, после чего убыл на фронт.
В октябре 1914 года направлен в школу прапорщиков в Ораниенбауме, после окончания которой в январе 1915 года вернулся в 13-й стрелковый полк, в составе которого воевал на Юго-Западном фронте. Принимал участие в Брусиловском прорыве, во время которого был ранен и по излечении вернулся в полк.
В сентябре 1916 года вновь ранен в бою под Владимир-Волынским, после чего эвакуирован в госпиталь в Петрограде. После излечения направлен в 1-й Ораниенбаумский пулемётный полк на должность старшего офицера пулемётной команды, одновременно учился на пулеметных курсах при Ораниенбаумской офицерской стрелковой школе.
Принимал участие в Февральской революции. В мае 1917 года за антивоенную агитацию был выслан из Петрограда на фронт в состав 13-го стрелкового полка, который вел боевые действия в Румынии и Северной Буковине. 13 августа 1917 года в бою у села Сучава вновь был ранен, после чего направлен на лечение в лазарет Биржевого купеческого общества в Москве и после выздоровления в январе 1918 года демобилизован в чине поручика.
В феврале 1918 года А.И. Семёнов вступил в ряды РККА, после чего был назначен на должность инструктора стрелковой подготовки рабочих Петрограда, а затем направлен в военный отдел Петроградского совета, где исполнял должность начальника связи и оперативного работника по формированию партизанских отрядов в Псковской и Петроградской губернии, а также первых частей Красной Армии. После расформирования военного отдела работал в военном комиссариате Петрограда в должностях помощника начальника оперативного отделения и начальника пулемётной команды Петроградского отряда при Петропавловской крепости.
В октябре 1918 года Семёнов заболел тифом и после излечения был назначен начальником милиции Лужского района Переческой волости, в январе 1919 года — командиром батальона 1-го Новгородского полка, в мае — начальником Красногородского боевого участка, в июле — начальником экспедиционного отряда Новгородской губернии, а затем — командиром 1-го Новгородского полка. Находясь на этих должностях, принимал участие в боях против войск под командованием генерала Н. Н. Юденича.
С октября 1919 года служил в 501-м стрелковом полку командиром батальона и командиром полка и принимал участие в ходе советско-польской войны, в ходе которой был ранен. После излечения назначен на должность командира 35-го запасного полка, дислоцированного в Семипалатинске.
С января 1921 года служил в 26-й стрелковой дивизии, где исполнял должность командира 45-го учебно-кадрового полка, дислоцированного в Красноярске, а в мае 1922 года был назначен на должность помощника командира и командира 230-го стрелкового полка, дислоцированного в Ачинске. В составе дивизии в 1922 году принимал участие в ходе подавления повстанцев в Якутской губернии.

### Межвоенное время
С декабря 1922 года Семёнов служил на должностях помощника командира и командира 104-го Кобанского стрелкового полка, в мае 1929 года был назначен на должность преподавателя, а затем — на должность начальника учебной части Краснознамённой пехотной школы имени В.И. Ленина в Ульяновске.
В ноябре 1929 года был направлен на Стрелково-тактические курсы «Выстрел», которые окончил в июне 1930 года.
В июне 1932 года был назначен на должность преподавателя тактики Военно-политической академии имени В. И. Ленина, в феврале 1937 года — на должность начальника учебного отдела факультета, а затем — на должность старшего преподавателя Военной академии имени М. В. Фрунзе.
В 1940 году окончил вечерний факультет Военной академии имени М.В. Фрунзе.

### Великая Отечественная война

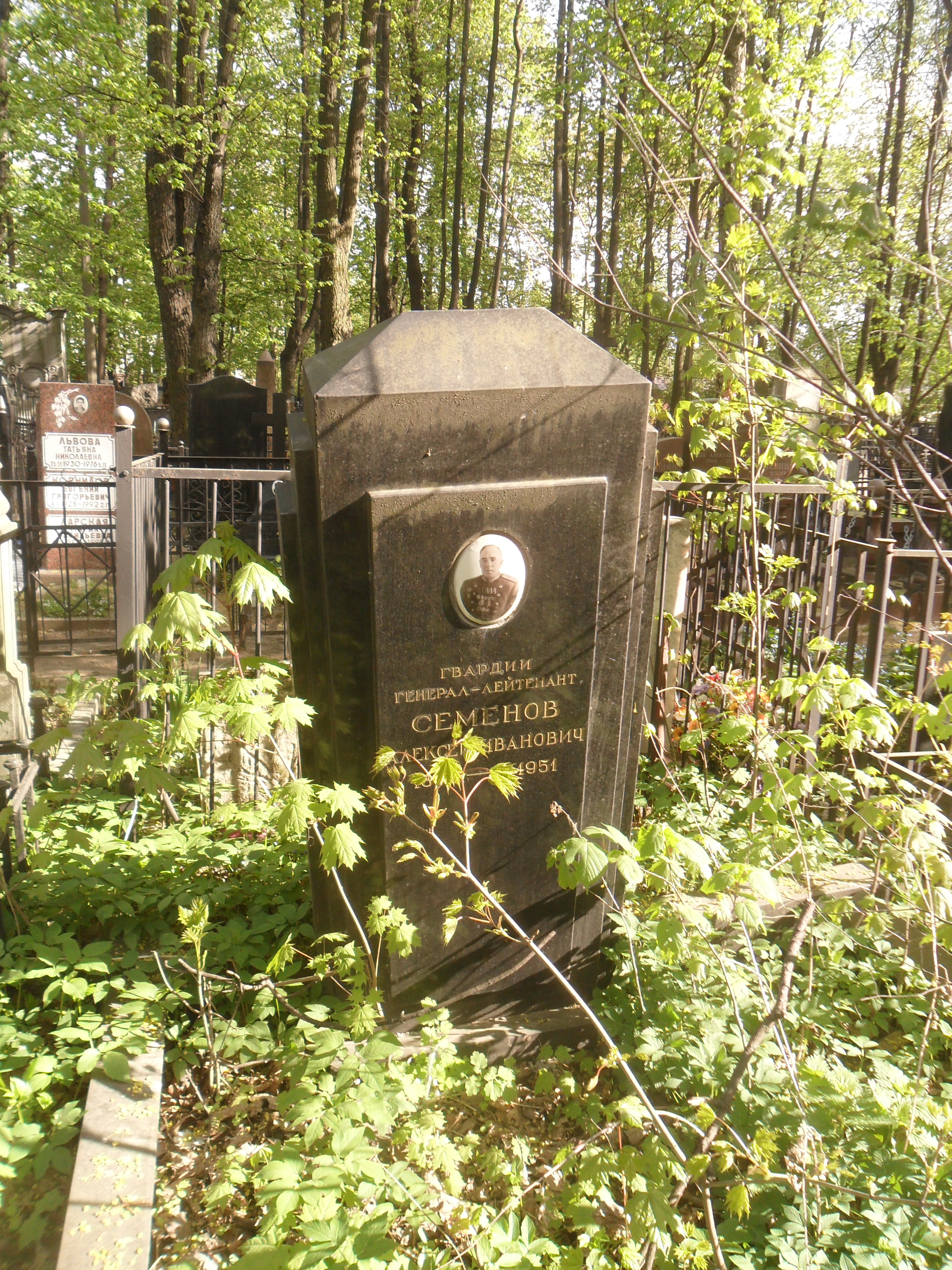
Могила Семёнова на Введенском кладбище Москвы.

В начале войны А.И. Семёнов был назначен на должность начальника штаба 12-й стрелковой дивизии (2-я Краснознамённая армия, Дальневосточный фронт), в августе 1941 года — на должность начальника штаба 307-й стрелковой дивизии (13-я армия, Брянский фронт), которая вскоре приняла участие в ходе Орловско-Брянской оборонительной операции, затем, ведя тяжёлые бои в условиях окружения, отступала на тульском направлении, а в декабре приняла участие в контрнаступлении под Москвой.
13 февраля 1942 года А.И. Семёнов был назначен на должность командира 1-й стрелковой дивизии, которая принимала участие в ходе в Сталинградской битвы и успешно вела оборонительные бои на левом берегу Дона на рубеже населённых пунктов Калитва — Верхний Мамон — Сухой Донец, а затем контрнаступления советских войск дивизия освободила город Богучар, а в январе 1943 года — город Миллерово. За проявленные отвагу, стойкость, мужество личного состава 1-я стрелковая дивизия 31 декабря 1942 года была преобразована в 58-ю гвардейскую, а А.И. Семёнов был награждён орденом Суворова 2-й степени.
14 июля 1943 года был назначен на должность командира 33-го стрелкового корпуса, который принимал участие в ходе Уманско-Ботошанской, Ясско-Кишиневской, Дебреценской, Будапештской и Венской наступательных операций, а также в освобождении городов Фокшаны, Плоешти, Орая, Сату-Маре, Мишкольц, Будапешт, Залаэгеусег и Фридберг. За отличия при освобождении Трансильвании 33-й стрелковый корпус получил почётное наименование «Трансильванский». За умелое руководство корпусом в ходе операций на территории Венгрии и Австрии и проявленные при этом высокие боевые качества генерал-лейтенант Алексей Иванович Семёнов был награждён орденом Кутузова 2-й степени.

### Послевоенная карьера
После окончания войны генерал-лейтенант А.И. Семёнов продолжил командовать 33-м стрелковым корпусом в составе Прикарпатского военного округа.
В мае 1946 года был назначен на должность старшего преподавателя Высшей военной академии имени К.Е. Ворошилова, а в июне 1947 года — на должность начальника Тульского суворовского военного училища.
2 ноября 1950 года генерал-лейтенант Алексей Иванович Семёнов вышел в отставку.
Умер 23 августа 1951 года в Москве. Похоронен на Введенском кладбище (20 уч.).

## Награды
- Два ордена Ленина;
- Пять орденов Красного Знамени;
- Орден Суворова 2 степени;
- Орден Кутузова 2 степени;
- Орден Красной Звезды;
- Медали;

### Иностранные награды
- Командор Ордена Британской Империи (Великобритания, 1944)[1][2];
- Орден "Защита Отечества" 3-й степени (СРР, 1951).